# Martin Streule
Martin Streule (St. Gallen, 1971) is een Zwitsers componist, muziekpedagoog, dirigent, jazzmusicus en e-bassist.

## Levensloop
Streule studeerde aan de Swiss Jazz School in Bern elektrische basgitaar bij Stefan Rademachter en HaFa-directie aan de Hochschule der Künste Bern in Bern. Compositie studeerde hij bij Frank Sikora en Urs Peter Schneider. Hij studeerde ook in meestercursussen voor orkestdirectie bij Andreas Spörri en Toshiyuki Shimada en won de dirigentenwedstrijd van de Internationale Musikpreis Grenchen
Hij was (gast-)dirigent van verschillende harmonieorkesten in heel Zwitserland. Streule is tegenwoordig leraar voor elektrische basgitaar aan de Swiss Jazz School in Bern en gastdocent voor bewerking aan de Musikhochschule Luzern te Luzern.
In 1997 stichtte hij het Martin Streule Jazz Orchestra waarmee hij uitsluitend eigen werk en arrangementen speelde. Naast de deelname aan belangrijke jazz-festivals in binnen- en buitenland heeft dit ensemble ook verschillende cd's opgenomen.

## Composities

### Werken voor harmonieorkest
- 2000 Before the Dawn
- 2001 A City's Poetry, een muzikale wandeling door Bazel
  1. The railway station
  2. The zoo
  3. The old part of the town
  4. The river
  5. The traffic
- Bamboleo
- Like Showers of Rain, naar impressies uit het boek "Blues Fell This Morning" van Paul Oliver
  1. Lowlands of cotton and corn
  2. Why do they treat me like they do?
  3. Don’t leave me baby
  4. Master got a pistol

### Werken voor Jazz-orkesten en -ensembles
- 1998 A short sketch of a short story
- 1998 Autumn Waltz Nr.1
- 1996-1998 The Island Of The Fallen Souls - 1e suite voor jazz-orkest
  1. Prologue
  2. The Train of Destiny
  3. In a graceless century
  4. Eagles of hope
  5. Epilogue
- 2001 Raining
- 2002 Alomnjae
- 2003 From now on - Ein Prozess
- 2003 Of sources & brooks - "Scène uit «WATER»"
- 2003 Streamin' - "Scène 3 uit "WATER"
- 2003 Mountains of Ice - "Scène 4 uit «WATER»"
- 2003 Water falling - "Scène 13 uit «WATER»"
- 2005 Rotation - "Earth Scène 1 "
- 2005 Landscapes - "Earth Scène 2"
- 2005 Forces of Nature - "Earth Scène 3"
- 2005 Life - "Earth Scène 4"
- 2005 Motherism - "Earth Scène 5 "
- 2005 Gods & Rituals - "Earth Scène 6"
- 2007 Increasing - "Fire Scène 2"
- 2007 Decreasing - "Fire Scène 3"
- 2007 Going down - "Fire Scène 4"
- Coming into Life - "Fire Scène 1"
- Signet für Jazz Orchestra

### Kamermuziek
- 2000 Aishu, voor 4 trompetten, 2 hoorns, 3 trombones, 1 bastrombone, tuba en slagwerk
- 2002 4 Veiil Congs A Dauieo